# I funerali della Mamá Grande
I funerali della Mamá Grande è una raccolta di racconti dello scrittore colombiano Gabriel García Márquez, Premio Nobel per la letteratura 1982. Pubblicata per la prima volta in lingua originale a Xalapa (Messico), la raccolta comprende otto racconti scritti fra il 1956 e il 1962 che testimoniano un cambiamento nella scrittura di García Márquez, un'evoluzione dallo stile quasi naturalistico di Nessuno scrive al colonnello e Foglie morte a uno più ampio, più visionario e fantastico, da scrittore che ormai ha raggiunto importanti obiettivi e che a breve conseguirà il grande successo internazionale con Cent'anni di solitudine.

## Racconti

### La siesta del martedì
- La siesta del martes, prima pubblicazione: supplemento a El Tiempo, Bogotà 24 gennaio 1960

Una donna arriva in treno insieme alla figlia piccola nella stazione di un paese in pianura. Si reca dal parroco per chiedere la chiave del cimitero, è la madre che vuole andare a trovare il giovane ladro ucciso nel villaggio mentre tentava un furto.
Presentato al concorso annuale di narrativa del periodico El Nacional edizione 1958, non ottenne neppure una menzione. Nasce da un ricordo d'infanzia dell'autore, una donna arrivò davvero con un mazzo di fiori a Aracataca e la gente mormorò che era “la madre del ladro”; la fierezza della donna colpì il bambino Gabriel.

### Uno di questi giorni
- Un día de estos, prima pubblicazione: Revista del Atlántico n. 2, Barranquilla gennaio/marzo 1959

L'alcalde di una cittadina si reca dal dentista per chiedergli di estrargli con urgenza un dente dolorante, il medico rifiuta anche sotto la minaccia di un'arma. Si intuisce una qualche ragione di inimicizia politica. Acconsente infine, forse per ragioni di deontologia.
Il racconto ha un riferimento diretto con un dettaglio del romanzo breve Nessuno scrive al colonnello: quasi all'inizio della storia il vecchio colonnello vede alla finestra della caserma l'alcalde con la faccia gonfia e solo una gota rasata, ma non viene spiegato che si tratta di un ascesso al dente. I retroscena politici, come spesso accade in García Márquez, saranno invece spiegati nel successivo romanzo La mala ora. A questo proposito, Mario Vargas Llosa ha messo in evidenza nel suo famoso saggio sull'amico e collega colombiano i numerosi vuoti narrativi e referenziali della sua narrativa, che ha definito “dati nascosti ellittici”.

### Da noi ladri non ce ne sono
- En este pueblo no hay ladrones, prima pubblicazione: Mito anno VI n. 31/32, Bogotá settembre/ottobre 1960.

Un giovane scioperato di nome Damaso si introduce nell'unico bar del paese e non trovando nient'altro ruba le palle del biliardo, che nasconde in casa. Qualche giorno dopo viene arrestato un forestiero, un nero, picchiato a sangue dalla polizia. Damaso discute con la moglie sul modo di restituire le palle inutili, che oltretutto hanno bloccato l'unica attività divertente del villaggio. La moglie Ana vorrebbe anche discolpare il nero, ma Damaso si fa sorprendere dal proprietario del locale mentre tenta di rimetterle a posto nottetempo.
Molti dei racconti inclusi in questa antologia furono scritti a Caracas, Venezuela, al ritorno dell'autore dalla forzata permanenza in Europa (Italia e Francia) dopo che il quotidiano per cui lavorava era stato chiuso dalla dittatura. Nel 1960 García Márquez inviò il manoscritto della raccolta a Álvaro Mutis, che dal carcere in Messico gli chiedeva qualcosa da leggere; Mutis lo passò poi a Elena Poniatowska, dopo di che andò smarrito. Fu Mutis a rientrarne in possesso nel 1961, e sempre lui a sottoporlo all'Università di Veracruz a cura della quale fu finalmente pubblicato.

### La prodigiosa sera di Baltazar
- La prodigiosa tarde de Baltazar, prima pubblicazione: Los funerales de la Mamá Grande, Universidad Veracruzana, Xalapa 1962

Il falegname Baltazar ha costruito una gabbia per uccelli grandissima e molto raffinata, in filo di ferro, che desta l'ammirazione del paese. Il medico, il dott. Giraldo, si offre di acquistarla, ma Baltazar l'ha fatta per Pepe, il figlio dei signori Montiel. In realtà quando si reca a consegnarla si scopre che gliela ha commissionata Pepe, e Montiel (un nuovo ricco che ha fatto fortuna con l'acquisto di beni dei proscritti dalla dittatura) rifiuta di pagarla. Baltazar la regala al ragazzino, si sparge la notizia che l'ha venduta a un ottimo prezzo e l'uomo si ubriaca in una grande festa insieme agli amici del paese.
Gli otto racconti dell'antologia hanno due diverse ambientazioni geografiche: tre sono esplicitamente ambientati a Macondo, la cittadina immaginaria che sarà conosciuta in tutto il mondo dopo lo straordinario successo di Cent'anni di solitudine, e sono: La siesta del martedì, Un giorno dopo sabato e I funerali della Mamá Grande; gli altri cinque sono invece ambientate altrove, in una cittadina chiamata genericamente “il paese”, il luogo in cui si svolge la vicenda di Nessuno scrive al colonnello.

### La vedova Montiel
- La viuda de Montiel, prima pubblicazione: Los funerales de la Mamá Grande, Universidad Veracruzana, Xalapa 1962

Il racconto presenta lo stesso personaggio del precedente; il vecchio Montiel muore, i figli ormai grandi vivono in Europa e non tornano, limitandosi a telegrafare. La vedova sopravvive nello sconforto insieme a Carmichael, il domestico nero.
La storia si conclude con un dettaglio autobiografico: la battuta finale è una frase che la nonna dell'autore pronunciò apparendo in sogno alla madre e che questa raccontò al figlio.

### Un giorno dopo sabato
- Un día después del sábado, prima pubblicazione: El Espectador n. 330, Bogotá 8 agosto 1954

Improvvisamente nel periodo più caldo dell'anno gli uccelli spaccano le finestre e entrano a morire nelle case. Questo turba l'anziana vedova Rebeca, sorella adottiva del colonnello Aureliano Buendía, e anche il novantenne sacerdote padre Antonio Isabel del Santissimo Sacramento, la cui lucidità sta già degenerando. In paese arriva un ragazzino in treno, a sua volta stupito dal comportamento degli uccelli, nel quale il sacerdote vede una giustificazione biblica.
Il racconto vinse nel 1955 il primo premio al concorso letterario dell'Asociación Nacional de Escritores y Artistas di Bogotá; la versione pubblicata in volume è più breve di quella originaria.
Il motivo della pioggia di uccelli morti tornerà anche in Cent'anni di solitudine.

### Rose artificiali
- Rosas artificiales, prima pubblicazione: Los funerales de la Mamá Grande, Universidad Veracruzana, Xalapa 1962

Mina, una ragazza che fabbrica rose artificiali di carta e filo, rimprovera alla nonna cieca che le maniche del vestito lavato la sera prima non siano ancora asciutte, per cui non può andare in chiesa perché il parroco non la ammetterebbe alla comunione a braccia nude. Dal suo comportamento, la nonna comprende che ha appena rotto con il fidanzato, anche senza vedere con gli occhi ciò che succede.
Il racconto è un altro esempio dell'intertestualità della scrittura di García Márquez. La vicenda si svolge più o meno contemporaneamente a quella di La mala ora, dove ricompaiono anche le protagoniste di Rose artificiali.

### I funerali della Mamá Grande
- Los funerales de la Mamá Grande, prima pubblicazione: Los funerales de la Mamá Grande, Universidad Veracruzana, Xalapa 1962

(Los funerales de la Mamá Grande)
Muore all'età di oltre 90 anni la Mamá Grande, al secolo Maria del Rosario Castañeda y Montero, la maggior proprietaria terriera di Macondo: non solo la città ma l'intera regione sono sua proprietà, ereditata a 20 anni alla scomparsa del padre. Abituata alla sua costante presenza, la nazione intera è attonita; il corpo, abbandonato al calore dell'estate, rischia di decomporsi mentre i giuristi cercano una scappatoia legale che permetta al Presidente della Repubblica di presenziare ai funerali. Vengono decretati giorni e giorni di festeggiamenti, come richiesto dalla defunta, che non solo possedeva terre sconfinate, ma anche e soprattutto proprietà morali: la sovranità nazionale, i colori della bandiera, le lettere di raccomandazione, le regine di bellezza, gli articoli di importazione proibita, la purezza della lingua, la carenza di valuta etc. etc.
Persino il Papa parte da Roma con la sua berlina nera per testimoniare con la sua presenza ai funerali, che si fanno attendere finché il Presidente dichiara turbato l'ordine pubblico e dispone di facoltà straordinarie che gli permettono di assistere ai funerali, così sontuosi che la popolazione rimane accecata dallo spettacolo del potere.
Il racconto fu scritto verso la fine del 1959, quando l'autore era tornato a vivere a Bogotá. L'ispirazione per il personaggio della Mamá Grande potrebbe essergli venuta dalle cronache che lui stesso pubblicò sul giornale El Espectador nel 1954 a proposito della marchesina de La Sierpe alla quale si attribuivano ricchezze favolose.
Il personaggio era già stato nominato di sfuggita in La vedova Montiel, e verrà citato anche nei due romanzi immediatamente successivi. La funambolica storia di questa matriarca che muore ancora vergine, scritta in uno stile che anticipa Cent'anni di solitudine, nasconde dietro iperboli linguistiche e grammaticali una realtà incancellabile, vale a dire la marginalità del Sudamerica, con la sua tragedia di fasti e miserie, di violenze e soprattutto (come si vedrà ben presto), solitudine.

## Edizioni
- Gabriel García Márquez, I funerali della Mamá Grande, Traduzione di Dario Puccini, Oscar Narrativa n. 671, Mondadori, 1988.